# Googlefight
Googlefight var en engelsk söktjänst populär under tidigt 2000-tal, som jämförde antalet träffar på Google mellan två olika sökord. Denna sajt ägs dock inte av företaget Google. Originalwebbsidan är numera nedlagd, men en liknande webbplats finns numera på samma domän. Andra alternativ som erbjuder samma tjänst har också utvecklats.